# 交給我吧偵探☆能登麻美子
交給我吧偵探☆能登麻美子（簡稱）是文化放送於2007年10月6日至2008年6月28日播放的廣播節目。主持人是聲優能登麻美子（のとまみこ）和本多陽子（よーこ），是個半廣播劇節目。

## 播放時間
- 文化放送，星期六25:30～26:00（UTC+9）（2007年10月6日～2008年6月26日）
- 超!A&G+，星期一21:00～21:30（UTC+9）（2007年10月8日～2008年6月28日）
- ，逢星期三更新（2007年10月10日～2008年6月30日）

## 登場人物
能登麻美子（聲：能登麻美子）
於營運偵探公司，喜歡漫畫，擁有「把漫畫的要素變為自己的能力」的特技。
陽子（聲：本多陽子）
於偵探公司兼職，志願是偵探的大學生。
所長
年齡不詳。麻美子和陽子只知道其聲音，經常被他幫忙。似乎是個有錢人家。

## 外部連結
- （日語）廣播官方網站
- （日語）http://www.s-cast.net/radio/omakase/index.html （页面存档备份，存于）